# リトアニア健康科学大学
リトアニア健康科学大学（英語: Lithuanian University of Health Sciences、リトアニア語: Lietuvos sveikatos mokslų universitetas）は、リトアニア共和国カウナス郡カウナス市に本部を置くリトアニアの国立大学。2010年創立、2010年大学設置。かつてのカウナス医科大学とリトアニア獣医学アカデミーが合併して作られた大学である。

## 組織
- 医学アカデミー（Medicinos akademija、旧・カウナス医科大学）
- 獣医学アカデミー（Veterinarijos akademija、旧・リトアニア獣医学アカデミー）